# Bryhnia graminicolor
Bryhnia graminicolor är en bladmossart som beskrevs av Abel Joel Grout 1898. Bryhnia graminicolor ingår i släktet Bryhnia och familjen Brachytheciaceae. Inga underarter finns listade i Catalogue of Life.